# Julia Rebekka Adler
Julia Rebekka Adler, (de soltera 'Mai') (Heidelberg, Alemania, 1978) es una violista alemana.
Entre otros, recibió el primer premio de las universidades de música en Alemania del concurso 'Felix-Mendelssohn-Bartholdy' en 2002. Entre 2004 y 2015 fue co-solista de la Orquesta Filarmónica de Múnich. Desde 2016 es profesora de la Universidad de las Artes (Berlín). También toca la viola d'amore. 2009 se registraron sus interpretaciones de las cuatro sonatas para viola solo de Mieczyslaw Vainberg y en 2013 las obras de Astor Piazzolla para viola y piano con el pianista José Gallardo, entre otras.